# Терновая Балка (Ростовская область)
Терновая Балка — посёлок в Заветинском районе Ростовской области, в составе Савдянского сельского поселения.
Посёлок расположен в степи, при балке Сухая Савдя, в пределах северо-восточной, слабо наклонённой покатости Сальской-Манычской гряды Ергенинской возвышенности на высоте около 110 метров над уровнем моря, в 6 км западнее хутора Савдя. В балке близ посёлка имеется пруд

## Население
Динамика численности населения
| 1989 | 2002 |
| ---- | ---- |
| ≈50  | 42   |

| 2010 |
| ---- |
| 58   |

## Улицы
- проезд Савинкин.